# Liste der Kulturdenkmale in Mechelroda
In der Liste der Kulturdenkmale in Mechelroda sind alle Kulturdenkmale der thüringischen Gemeinde Mechelroda (Landkreis Weimarer Land) und ihrer Ortsteile aufgelistet (Stand: 26. April 2012).

## Mechelroda
Einzeldenkmale
| Bild                           | Bezeichnung          | Lage                                  | Datierung | Beschreibung | ID |
| ------------------------------ | -------------------- | ------------------------------------- | --------- | ------------ | -- |
| weitere Bilder Fotos hochladen | Kirche mit Kirchhof  | (Karte)                               |           |              |    |
| Fotos hochladen                | Tor                  | Dorfstraße 17                         |           |              |    |
| Fotos hochladen                | Tor                  | Dorfstraße 17c (Karte)                |           |              |    |
| Fotos hochladen                | Gutshaus und Tor     | Dorfstraße 17e                        |           |              |    |
| Fotos hochladen                | ehemaliges Pfarrhaus | Dorfstraße 27b                        |           |              |    |
| Fotos hochladen                | Wohnhaus             | Gleichsche Gasse 13                   |           |              |    |
| Fotos hochladen                | Gehöft               | Gleichsche Gasse 13                   |           |              |    |
| Fotos hochladen                | Brücke               | südlich der Straße nach Linda, Flur 3 |           |              |    |
| Fotos hochladen                | Wegweiserstein       | südlich Ende der Dorfstraße           |           |              |    |

## Quelle
- Denkmalliste Landkreis Weimarer Land. (PDF; 929 kB) weimarerland.de